# Zagumny
Zagumny (forma żeńska: Zagumna; liczba mnoga: Zagumni) – polskie nazwisko. Na początku lat 90. XX wieku w Polsce nosiło je 86 osób, a najwięcej, 34, w województwie ostrołęckim.

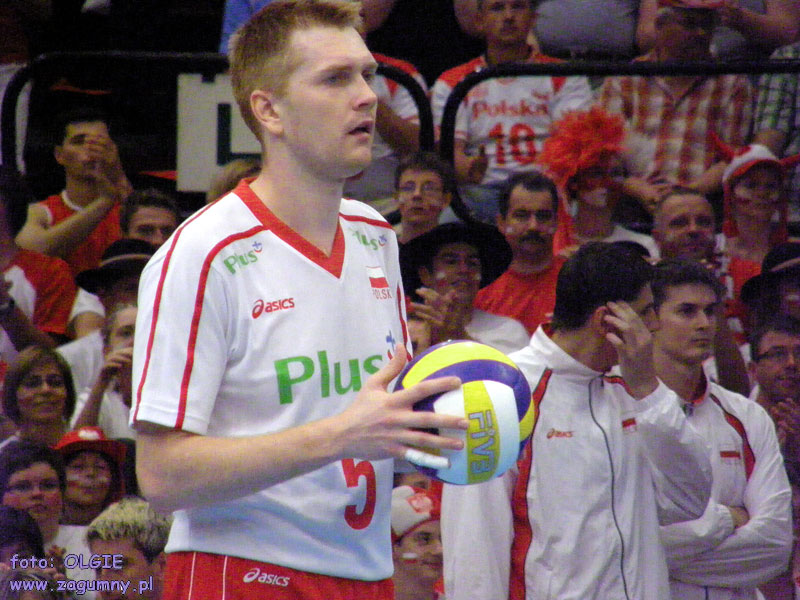
Paweł Zagumny

## Znane osoby noszące to nazwisko
- Lech Zagumny (ur. 11 czerwca 1947 roku w Warszawie) – siatkarz, rozgrywający, trzykrotny mistrz Polski z Legią Warszawa, następnie trener; ojciec Pawła Zagumnego;
- Paweł Zagumny (ur. 18 października 1977 roku w Jaśle) – siatkarz, rozgrywający, od 1996 roku reprezentant kraju.